# Aldora
Aldora je město v Lamar County v Georgii v USA. V roce 2011 žilo v Aldora 103 obyvatel. Podle sčítání lidu v roce 2000, bylo v Aldoře 43 domácností a 30 rodin.

## Demografie
Podle sčítání lidí v roce 2000, žilo ve městě 98 obyvatel, 43 domácností, a 30 rodin. V roce 2011 žilo ve městě 49 mužů (47,6%), a 54 žen (52,4%). Průměrný věk obyvatele je 27 let.